# Cacoxenus ripersiae
Cacoxenus ripersiae är en tvåvingeart som beskrevs av Chassagnard och Tsacas 2003. Cacoxenus ripersiae ingår i släktet Cacoxenus och familjen daggflugor. Inga underarter finns listade i Catalogue of Life.